# 齊莊園 (加利福尼亞州)
齊莊園（英語：Zee Estates）是位於美國加利福尼亞州埃爾多拉多縣的一個非建制地區。該地的面積和人口皆未知。

## 地理
齊莊園的座標為38°45′50″N 121°02′54″W / 38.76389°N 121.04833°W，而該地的平均海拔高度為201米（即659英尺）。